# Elecciones municipales de Guayaquil de 1984
Las Elecciones municipales de Guayaquil de 1984, celebradas en enero de ese mismo año, resultaron en la elección de Abdalá Bucaram Ortiz, sobrino del exalcalde Assad Bucaram, convirtiéndose en el alcalde de Guayaquil electo por votación popular más joven hasta la fecha con 31 años, siendo sus principales contendoras Cecilia Calderón por el Frente Radical Alfarista, hija del excandidato presidencial Abdón Calderón Muñoz, Olfa Záccida, viuda de Assad Bucaram por el CFP, Luis Piana Bruno por el Partido Demócrata, Víctor Manuel Soria por el PCD, Jorge Baquerizo Ramírez por el MPD, César Augusto Montalvo por el FADI y Héctor Espinel Chiriboga por el velasquismo.
Fuentes: